# المسدعية (المضاربة والعارة)

تعديل مصدري - تعديل

المسدعيـة هي إحدى قرى عزلة العارة بمديرية المضاربة والعارة التابعة لمحافظة لحج، بلغ تعداد سكانها 40 نسمة حسب تعداد اليمن لعام 2004.